# Mirabelle Thovex
Mirabelle Thovex (Auray, 1991. augusztus 24. –) olimpikon francia snowboardversenyző.
Nyolcéves korában kezdett snowboardozni, és tizenöt éves kora óta tagja a nemzeti csapatnak. Részt vett félcső versenyszámban a 2010-es téli olimpián, de nem nyert érmet. A 2014-es téli játékokon szintén félcsőben tizedik lett.
A híres szabadstílusú síelő, Candide Thovex húga.

## Fordítás
- Ez a szócikk részben vagy egészben  a   Mirabelle Thovex című angol Wikipédia-szócikk fordításán alapul.  Az eredeti cikk szerkesztőit annak laptörténete sorolja fel. Ez a jelzés csupán a megfogalmazás eredetét és a szerzői jogokat jelzi, nem szolgál a cikkben szereplő információk forrásmegjelöléseként.